# Tryphon psilosagator
Tryphon psilosagator är en stekelart som beskrevs av Aubert 1966. Tryphon psilosagator ingår i släktet Tryphon och familjen brokparasitsteklar. Inga underarter finns listade i Catalogue of Life.